# Goalpost
Goalpost, słup – w futbolu amerykańskim i futbolu kanadyjskim element pionowy bramki.
W lidze NFL bramki, stojące przy obu końcach boiska, składają się z dwóch słupów rozstawionych 18,5 stóp (ok. 5,6 m) od siebie. Słupy łączy dolna poprzeczka zawieszona 10 stóp (ok. 3 m) nad ziemią.
W lidze CFL bramki, stojące 3 m za obiema liniami punktowymi.
W udanym kopie na bramkę piłka przechodzi pomiędzy słupami a ponad poprzeczką.